# Resnik (Pleternica)
Resnik je naselje u Republici Hrvatskoj u Požeško-slavonskoj županiji, u sastavu grada Pleternice.

## Zemljopis
Resnik je smješten oko 2 km istočno od Pleternice,  susjedna naselja su Ašikovci na sjeveru, Gradac na zapadu te Svilna na istoku .

## Stanovništvo
Prema popisu stanovništva iz 2011. godine Resnik je imao 307 stanovnika.
| broj stanovnika | 112   | 119   | 164   | 181   | 187   | 201   | 225   | 233   | 248   | 222   | 225   | 260   | 235   | 251   | 301   | 307   | 254   |
|                 | 1857. | 1869. | 1880. | 1890. | 1900. | 1910. | 1921. | 1931. | 1948. | 1953. | 1961. | 1971. | 1981. | 1991. | 2001. | 2011. | 2021. |